# Acraea leucaspis
Acraea leucaspis är en fjärilsart som beskrevs av Wichgraf 1914. Acraea leucaspis ingår i släktet Acraea och familjen praktfjärilar. Inga underarter finns listade i Catalogue of Life.